# Слайго (графство)
Слайго (на английски: County Sligo, Каунти Слайго; на ирландски: Contae Shligigh) е едно от 26-те графства на Ирландия. Намира се в провинция Конахт. Главен административен център е едноименния град Слайго. Граничи с графствата Мейо, Роскомън и Лийтрим. На северозапад граничи с Атлантическия океан. Има площ 1837 km². Население 60 894 жители към 2006 г. Градовете в графството са Балимоут, Енискроун, Колуни, Слайго (най-голям по население), Тъбъркъри.